# Régiment de Vermandois
Le régiment de Vermandois est un régiment d’infanterie du royaume de France créé en 1669 devenu 61e régiment d'infanterie de ligne lors de la réorganisation des corps d'infanterie français de 1791.

## Création et différentes dénominations
- 24 décembre 1669 : création du régiment de l’Amiral de France, rattaché à la Flotte du Levant
- après mars 1671 : passe au service de terre
- 1671 : renommé régiment de Vermandois, au nom du comte de Vermandois
- 1er janvier 1791 : renommé 61e régiment d’infanterie de ligne

## Historique

### Colonels et mestres de camp
- 24 décembre 1669 : Charles de Goyon-Matignon, comte de Gacé, brigadier le 13 février 1674, † octobre 1674
- 1er novembre 1674 : Charles Auguste de Goyon de Matignon, chevalier de Thorigny puis comte de Gacé, brigadier le 24 août 1688, maréchal de camp le 29 mars 1689, lieutenant général le 30 mars 1693, maréchal de France le 18 février 1708, † 6 décembre 1729
- 29 mars 1689 : N. de Seiglières-Belleforière, marquis de Soyecourt
- 19 juillet 1690 : Armand de Béthune, marquis de Charost, brigadier le 30 mars 1693, maréchal de camp le 3 janvier 1696, lieutenant général le 23 décembre 1702, † 23 octobre 1747
- 5 mai 1696 : Antoine de La Vove, marquis de Tourouvre, déclaré brigadier en novembre 1703 par brevet expédié le 2 avril, † 1er janvier 1706
- janvier 1705 : N. de La Vove, chevalier de Tourouvre
- 27 juillet 1709 : François-Lazare Thomassin, marquis de Saint-Paul, brigadier le 1er février 1719, † 10 août 1734
- 26 août 1733 : Louis Antoine, comte de l’Esparre puis de Gramont, brigadier le 1er février 1719, maréchal de camp le 20 février 1734, lieutenant général le 1er mars 1738, † 11 mai 1745
- 10 mars 1734 : Louis Marie Bretagne Dominique de Rohan-Chabot, duc de Rohan, brigadier le 20 février 1743, † 1791
- 16 avril 1738 : Armand Henri, marquis de Clermont-Gallerande
- 21 février 1740 : N. de Froulay, chevalier de Tessé
- 16 avril 1743 : Pierre François, marquis de Rougé, déclaré brigadier en novembre 1745 par brevet expédié le 1er mai, déclaré maréchal de camp en décembre 1748 par brevet du 10 mai, lieutenant général le 17 décembre 1759, † 17 juillet 1761
- 1er février 1749 : César Jean-Baptiste de Valence-Cambes, marquis de Thimbrune
- 5 juin 1763 : Anne-Joseph-Hippolyte de Maurès de Malartic, comte de Malartic
- 13 avril 1780 : Pons Simon de Pierre, vicomte de Bernis
- 10 mars 1788 : Jean François Béranger, vicomte de Thézan

### Campagnes et batailles
Par ordonnance royale du 27 octobre 1746, le régiment de Vermandois est mis à deux bataillons.
Lors de la réorganisation des corps d'infanterie français de 1762, le régiment conserve ses deux bataillons et est affecté au service de la Marine et des Colonies et à la garde des ports dans le royaume. 
L'ordonnance arrête également l'habillement et l'équipement du régiment comme suit
Habit, parements, revers, veste et culotte blancs, collet vert, doubles poches en long avec un passe-poil vert, garnies chacune de six boutons de deux en deux, trois sur la manche, quatre au revers et quatre au-dessous : boutons jaunes et plats, avec le no 45. Chapeau bordé d'or.
L'ordonnance du 1er janvier 1791 fait disparaître les régiments du nom de provinces, et les corps d'infanterie ne sont désormais plus désignés que par le numéro du rang qu'ils occupaient entre eux. Ainsi, 101 régiments sont renommés et le régiment de Vermandois devient le 61e régiment d'infanterie de ligne.

### Quartiers
- Belle-Isle[3]

## Équipement

### Drapeaux
3 drapeaux dont un blanc Colonel et 2 d’Ordonnance, « jaunes, rouges, verts & violets par opposition, & croix blanches »

Drapeau d’Ordonnance
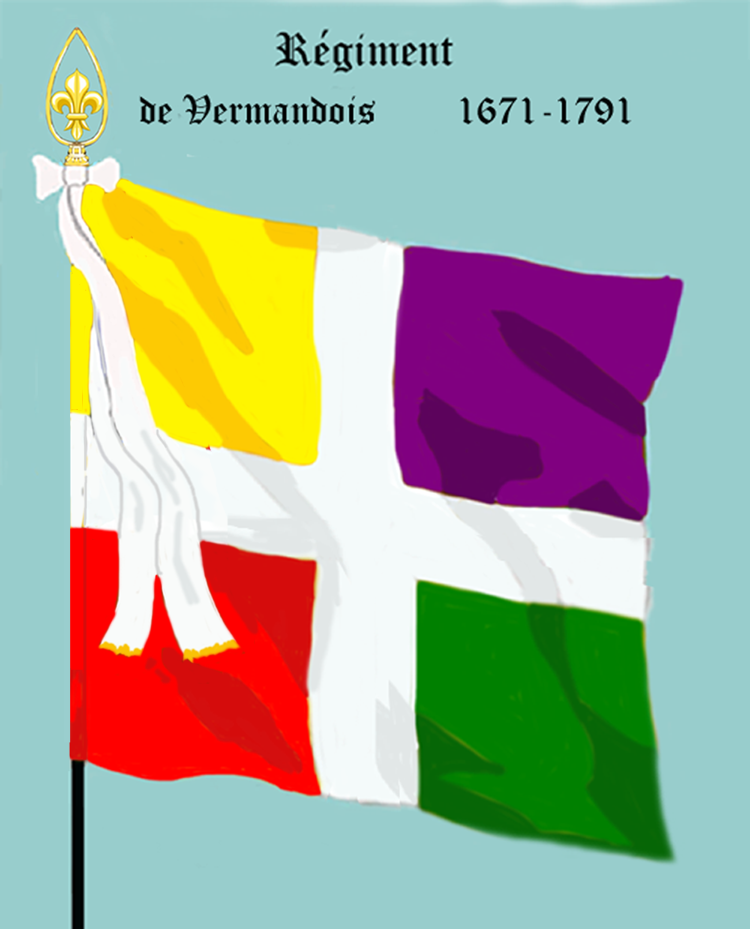
régiment de Vermandois de 1671 à 1791

### Habillement

Uniformes
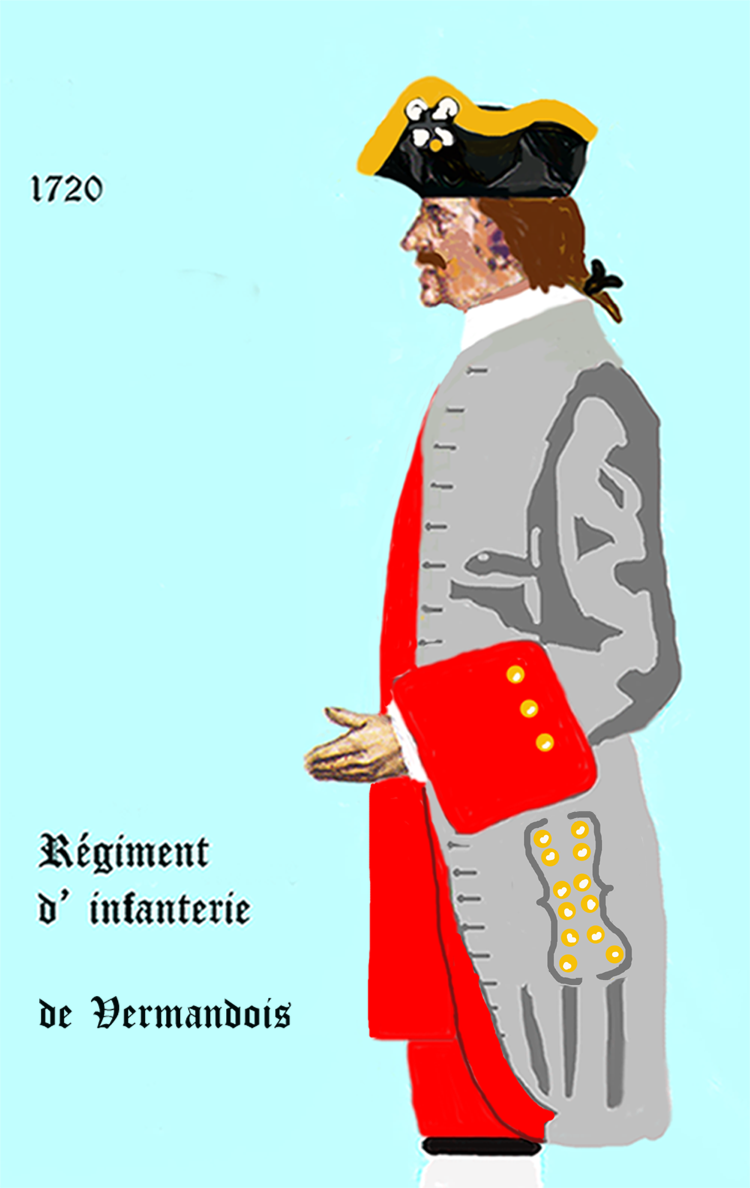
régiment de Vermandois de 1720 à 1734
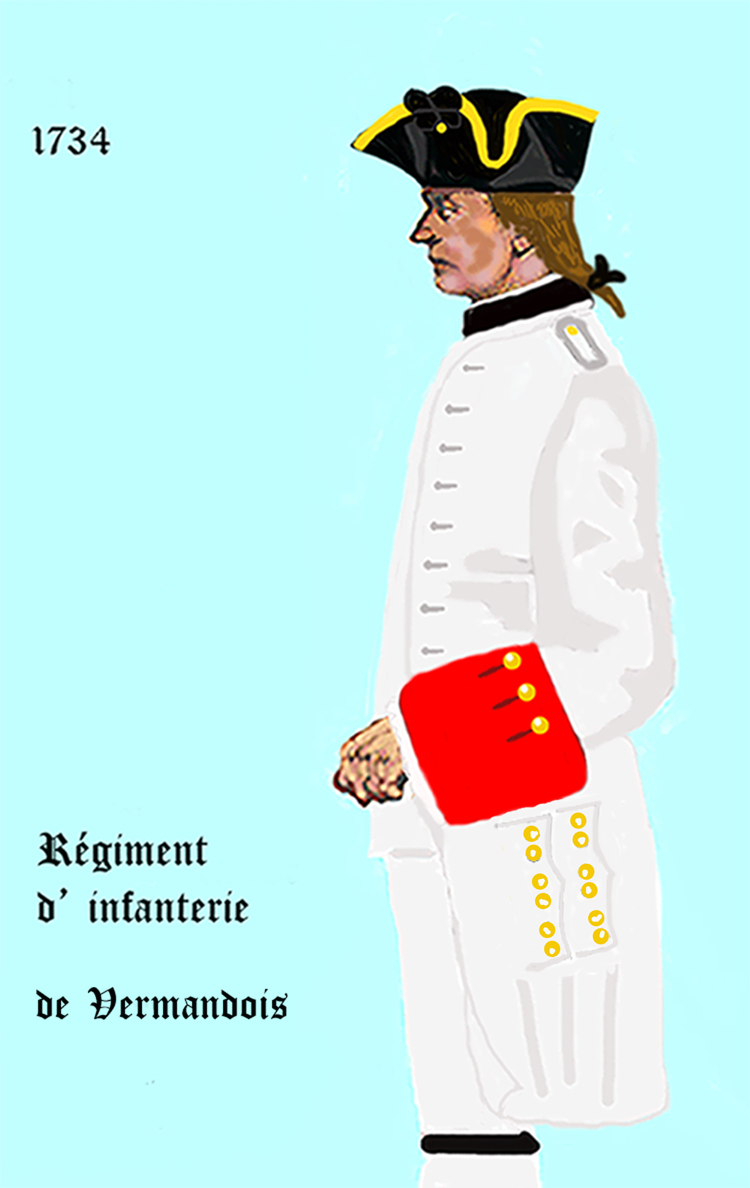
régiment de Vermandois de 1734 à 1762
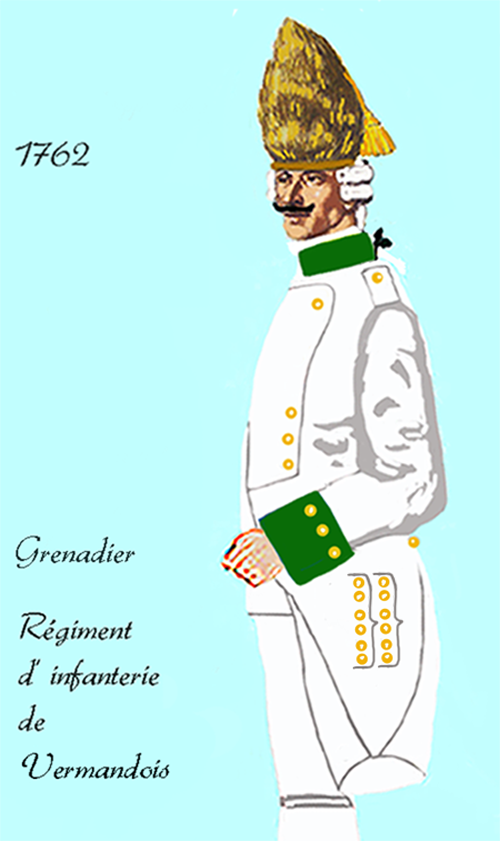
grenadier du régiment de Vermandois de 1762 à 1767
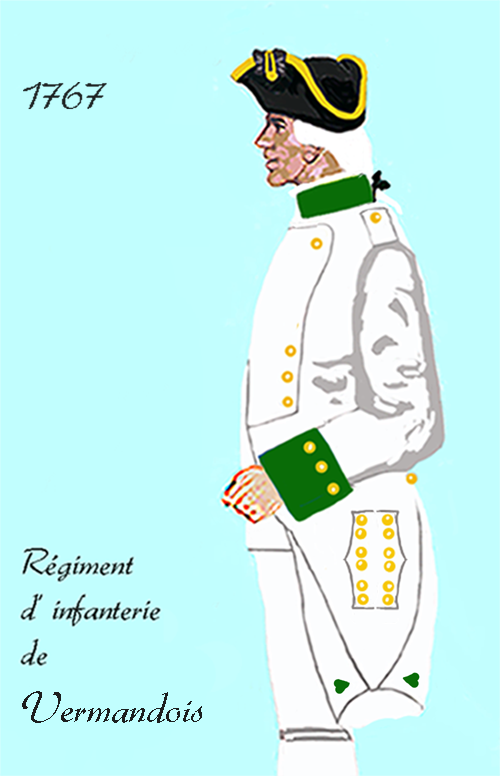
régiment de Vermandois de 1767 à 1776

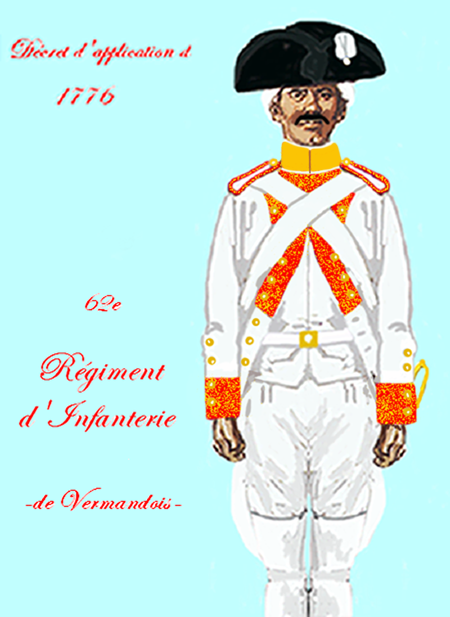
régiment de Vermandois de 1776 à 1779
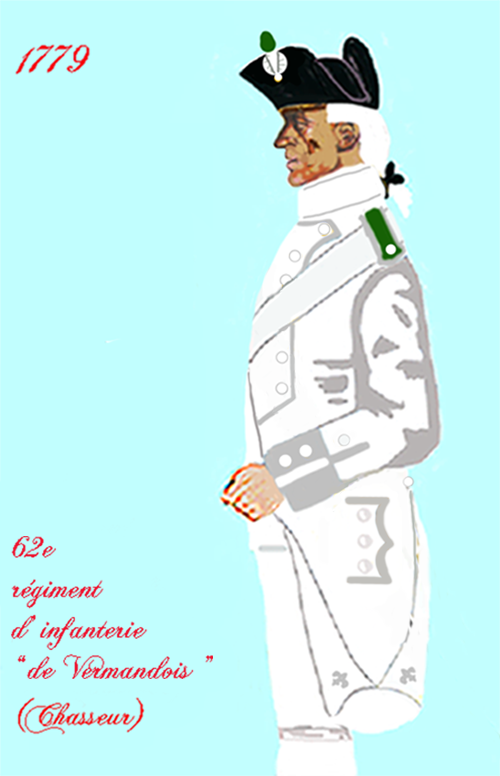
régiment de Vermandois de 1779 à 1791
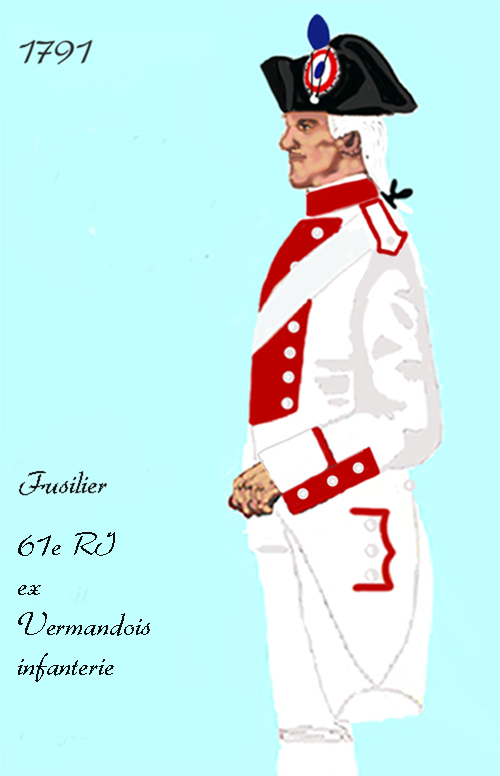
61e régiment d’infanterie de ligne de 1791 à 1792
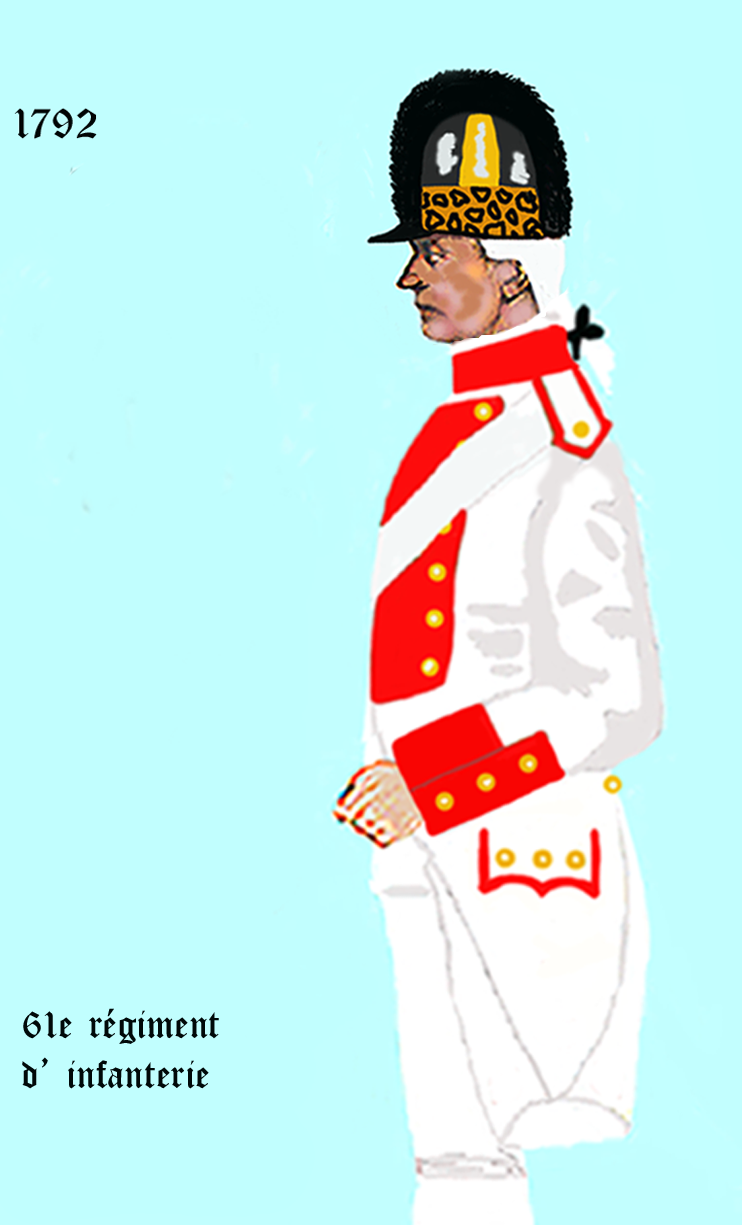
61e régiment d’infanterie de ligne de 1792 à 1795